# Wybory parlamentarne w Szwecji w 1973 roku
Wybory parlamentarne w Szwecji odbyły się 16 września 1973.
Frekwencja wyborcza wyniosła 90,8%. Oddano 5 160 146 głosów ważnych oraz  8 850 (0,2%) głosów pustych lub nieważnych.

## Wyniki wyborów
| Lista                                          | Liczba głosów | % głosów | Liczba mandatów | +/- |
| ---------------------------------------------- | ------------- | -------- | --------------- | --- |
| Szwedzka Socjaldemokratyczna Partia Robotnicza | 2 247 727     | 43,6     | 156             | -7  |
| Partia Centrum                                 | 1 295 246     | 25,1     | 90              | +19 |
| Umiarkowana Partia Koalicyjna                  | 737 584       | 14,3     | 51              | +10 |
| Ludowa Partia Liberałów                        | 486 028       | 9,4      | 34              | -24 |
| Partia Lewicy - Komuniści                      | 274 929       | 5,3      | 19              | +2  |
| Chrześcijańscy Demokraci                       | 90 388        | 1,8      | 0               | ±0  |
| inni                                           | 28 244        | 0,5      | 0               |     |
| Razem                                          | 5 160 146     | 100      | 350             |     |

W wyborach tych liczba kobiet sprawujących mandat wzrosła z 51 do 75.

## lotteririksdagen
Dzięki tym wyborom oba bloki partii robotniczych i partii burżuazyjnych uzyskały 175 mandatów. Choć premierem nadal pozostał socjaldemokrata Olof Palme.